# Sais promissa
Sais promissa är en fjärilsart som beskrevs av Gustav Weymer 1884. Sais promissa ingår i släktet Sais och familjen praktfjärilar. Inga underarter finns listade.